# مقاطعة بكيش
مقاطعة بكيش (بالمجرية: Békés megye) هي مقاطعة إدارية في المجر الشرقية, على الحدود مع رومينيا. أنها تُشارك حدودها مع المقاطعات المجرية تشونغراد، ياس-نادكون-سولنك، هايدو-بيهار. عاصمة بكيش هي مدينة بكيشتشابا. هي تُكون منطقة دوناب-كريش-مورش-تيسا الأوروبية.

## جغرافية

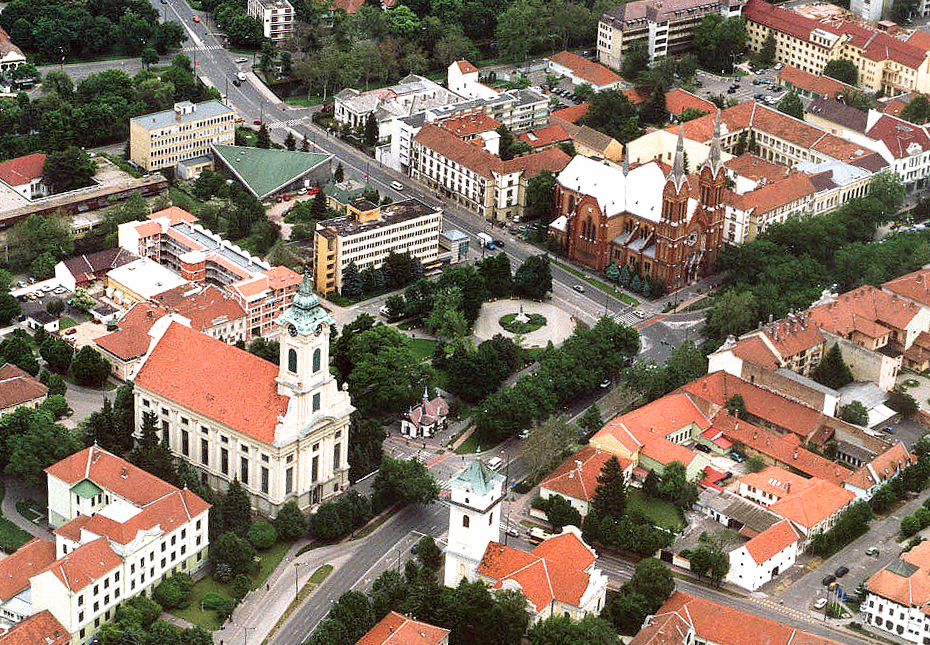
بكيشتشابا

مقاطعة بكيش تقع على السهل البانومي (السهل العظيم), أنها منطقة سهلية مع ترابة غنية. متوسط معدل هطول الأمطار في السنة هو 645 ميليمتر. خُمس من موارد الغاز الطبيعي في المجر يقع في مقاطعة بكيش. نهر كوروس يمر عبر مقاطعة.

## تركيب السكاني
مقاطعة يبلغ عدد سكانها 377,000 (2008). أكثر من 60 ٪ من السكان يعيشون في المدن. إلى جانب الأغلبية المجرية، الأقليات الرئيسية هي السلوفاك (حوالي 7000)، الغجر (5000), الرومانيين (4000), الألمان (1500) والصرب (400).

## تاريخ
وقد سُكنت المنطقة منذ تقريبا 5000-4000 ق.م. قبل وصول المجريين العديدة القبائل الأخرى كانت تسكن في المنطقة.
قلعة جيولا بُنيت في بداية القرن 15. وكان جيولا أهم بلدة في المقاطعة في ذلك الوقت، وأصبح مقعد المقاطعة من ماتياس الأول. كان حصنا هاما خلال الحروب العثمانية في أوروبا، ولكن ألقي القبض عليها في 1566. وخلال تلك الفترة تم تدمير عدة بلدات في المنطقة.
في بداية القرن 18, بعد التخلص من العثمانيين, نمى عدد سكان المقاطعة, ليس فقد من المجريين, بل من السلوفاك, الصرب, الألمان, والرمانيين. معضم السكان الغير مجريين إستُعبوا من قبل المجريين في وسط القرن التاسع عشر.
الأهمية الزراعية للمقاطعة وخط السكة الحديدية التي تربط بين بيشت وبكيشتشابا (1858) جلبوا النمو, الذي كبر بعد خسارة المجر للأراضي الجانوبية لرومانيا بعد الحرب العالمية الأولى حين بكيشتشابا كان عليها تولي مهام المدن المخسورة.
عدد السكان وصل إلى أعلى حد في عام 1950 (472000), في نفس السنة التي عُينت بها بكيشتشابا مقعد المقاطعة. في السنوات التي تلي تحولت المقاطعة إلى مقاطعة صناعية, مثل باقي اجزاء المجر, ما جعل عدد السكان في المدن والبلدات ينمو